# Orbitron
Orbitron, Astro Orbiter ou Astro Orbitor est une attraction des parcs Disney qui vous permet de vous entraîner aux vols dans l'espace, dans des petites navettes. Cette attraction est située dans les parcs américains et chinois à Tomorrowland, et à Discoveryland dans le parc français.
Ce manège prend la forme de navettes volantes évoluant au milieu de globes représentant des planètes lointaines. Elle reprend le principe des StarJets, inspirés eux des fusées Saturn V. La version française est rapprochée par Alain Littaye des maquettes planétaires visibles au Musée des arts et métiers.

## Les attractions
La Walt Disney Company n'a jamais vraiment expliqué pourquoi la version de Disneyland était appelée Astro Orbitor tandis que celle du Magic Kingdom s'appelle Astro Orbiter. Certains visiteurs pensent que la version de Disneyland, mise en place en 1998 lors du (plutôt d'un) Nouveau Tomorrowland qui avait pour thème le rétro-futur début du XXe siècle, a repris le nom de son homologue française Orbitron, Machines Volantes.

### Disneyland Paris

Orbitron à Disneyland Paris en 2022.

Cette attraction bénéficie du système Disney Premier Access
- Nom : Orbitron, Machines Volantes
- Ouverture : 12 avril 1992 (avec le parc)[1]
- Conception : Walt Disney Imagineering, Zamperla
- Fusée : 12
- Hauteur : 8 m
- Altitude des fusées : 6 m
- Durée : 1 min 30 s
- Couleurs : Bronze et Or
- Type d'attraction : Manège de fusées contrôlées tournant autour d'une tour centrale
- Situation : 48° 52′ 25″ N, 2° 46′ 42″ E

### Magic Kingdom
- Nom : Astro Orbiter (avec un e)
- Conception : Walt Disney Imagineering
- Ouverture : 29 avril 1994[3]
- Fusée : 12
- Hauteur : 8 m
- Altitude des fusées : 6 m
- Durée : 1 min 30 s
- Couleurs : Bronze et or
- Type d'attraction : Manège de fusées contrôlées tournant autour d'une tour centrale
- Situation : 28° 25′ 06″ N, 81° 34′ 45″ O
- Attraction précédente :
  - StarJets 1971 - 1994

### Disneyland
L'attraction remplace les vénérables Rocket Jets mais pas au même emplacement. La plateforme centrale de Tomorrowland où elle trônait n'était pas capable de supporter le poids de lAstro Orbitor. La plateforme est désormais surmontée par l'Observatron, un décor rotatif. LAstro Orbitor a donc été construit de plain-pied à l'entrée de Tomorrowland. C'est la troisième version d'un manège avec des fusées dans un parc Disney.
L'attraction qui conserve encore en 2005 les couleurs du nouveau Tomorrowland de 1998, à savoir or et bronze, alors que le reste du "land" a retrouvé le schéma de couleurs de 1967 (bleu et argent), devrait sûrement être repeint. Le schéma de Hong Kong Disneyland pourrait être repris en plus clair. Une rumeur voudrait que Disney reconstruise le PeopleMover sur la voie occupée temporairement par Rocket Rods. L'Orbitron pourrait donc être déplacé sur la plateforme pour remplacer l'Observatron.
- Nom : Astro Orbitor (avec un O)
- Ouverture : 22 mai 1998
- Conception : Walt Disney Imagineering
- Fusée : 12
- Hauteur : 8 m
- Altitude des fusées : 6 m
- Durée : 1 min 30 s
- Couleurs : Bronze et or
- Type d'attraction : Manège de fusées contrôlées tournant autour d'une tour centrale
- Situation : 33° 48′ 44″ N, 117° 55′ 06″ O
- Attractions précédentes : (l'emplacement n'était pas le même)
  - Astro Jets 1956 - 1966
  - Tomorrowland Jets fin 1966 - août 1967
  - Rocket Jets août 1967 (nouvel emplacement) - 1997

### Hong Kong Disneyland

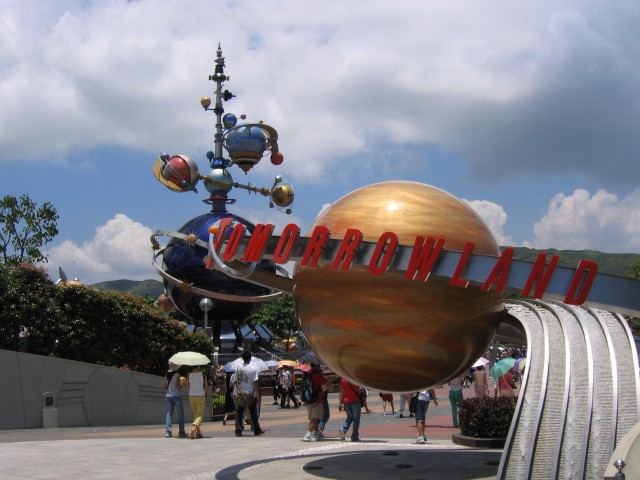
LOrbitron de Hong Kong Disneyland

- Nom : Orbitron
- Ouverture : 12 septembre 2005 (avec le parc)
- Conception : Walt Disney Imagineering
- Fusée : 12
- Hauteur : 8 m
- Altitude des fusées : 6 m
- Durée : 1 min 30 s
- Couleurs : Bleu pour la boule centrale, multicolore pastel pour le reste
- Type d'attraction : Manège de fusées contrôlées tournant autour d'une tour centrale
- Situation : 22° 18′ 46″ N, 114° 02′ 30″ E

### Shanghai Disneyland
L'attraction est constituée non pas de fusée mais de réacteurs dorsaux (jet packs)

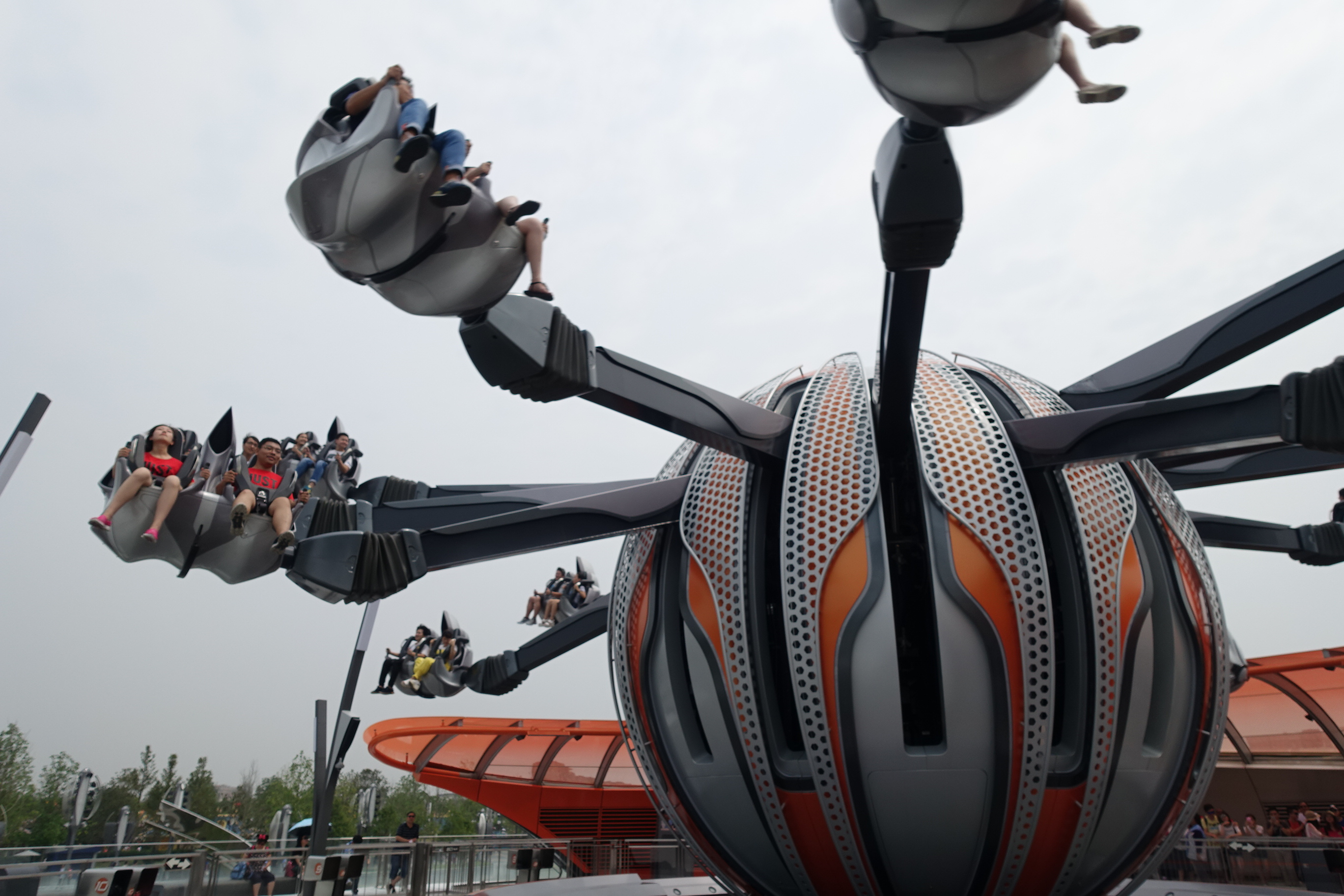
Le Jet Packs de Shanghai Disneyland

- Nom : Jet Packs
- Ouverture : 16 juin 2016 (avec le parc)
- Conception : Walt Disney Imagineering
- Couleurs : Gris pour la boule centrale, orange pour le reste
- Type d'attraction : Manège de fusées contrôlées tournant autour d'une tour centrale
- Situation : 31° 08′ 37″ N, 121° 39′ 16″ E